# Qani
Qani o Qana (Cana o Cane en llatí, Kane en grec) fou un antic port de l'Aràbia del sud proper a la moderna ciutat de Bir Ali. La major part del seu coneixement deriva de les excavacions russes i franco-russes entre 1980 i 1990. Les restes es troben al costat de Bir Ali, al peu d'un camí al cim volcànic anomenat Husn al-Ghurab (antic subdaràbig Mawiyat), lloc molt adequat per l'establiment d'un port o més aviat un moll, per la seva badia gran i protegida (500 metres de llarg per 300 de fons), per l'aigua dolça, i per un accés des de terra fàcil.

## Arqueologia
Les excavacions concreten que hi havia alguns barris: uns al sud-oest i centre nord, amb petits habitacles, i uns altres al nord, nord-est i sud-est amb edificis grans i carrers llargs; prop de la platja les grans estructures habitades formant complexos separats per carrers estrets, darrere els quals les petites estructures construïdes de manera desordenada; en total hi havia més de cent cases. Al cim de l'Husn al-Ghurab hi havia un far; al port s'han trobat àncores de pedra i a la zona ceràmiques procedents d'arreu de la Mediterrània; un magatzem de la vila baixa tenia restes de gran quantitat d'encens; els primers edificis portuaris estaven entre la grava i la ciutadella, al peu del camí que portava a aquesta darrera; els magatzems posteriors eren prop de l'embarcador; els vaixells de comerç havien d'anar a la badia nord-est i per això hi havia magatzems en aquesta zona; al peu del Husn al-Ghurab també hi havia el que se suposa que eren botigues, probablement pel comerç local.

## Història
La fundació del port cal situar-la al segle i aC. Les excavacions defineixen tres períodes:
- El període baix (segle i aC i I dC) on els habitatges només existeixen al peu del Husn al-Ghurab; i ha àmfores de tipus Dressel 2-4, argila d'Arezzo i Antioquia i bols nabateus, el que fa suposar els primers contactes comercials per via marítima, segurament un lloc d'avituallament i d'intercanvi d'encens (amb la presència d'un magatzem de 90 m² d'aquest període), d'activitat limitada. Plini el Vell esmenta el port de Cane "a la regió de l'encens" però no dona cap detall. Estrabó no el cita a la seva Geografia. Al Periple de la mar Eritrea al segle i dC ja apareix com empori i descriu: "seguint la costa amb poblats dels nòmades i dels ichtyophagoi (els que mengen peixos) s'arriba a un altre port de comerç, Kane, pertanyent al rei Eleazos (Iliazz Yalut, rei de l'Hadramaut), a la terra de l'encens. Per sobre, terra endins hi ha la metròpolis de Saubatha (Shabwa) que és la residència del rei; tot l'encens creix a la terra i és portat a Kane en caravanes de camells i per bots d'un tipus local fet de bosses de cuiro, i altres vaixells; també comercia amb ports de l'altre costat de la mar". La llista de productes importats inclou blat, vi, vestits, coure, estany, coral i alguns productes destinats només al rei: argentaria, cavalls, estàtues i teixits fins; les exportacions es limiten a l'encens.
- El període mitjà (final del segle i dC a final del segle iv), quan s'instal·la una estructura urbana i s'aprofita l'espai per construir que resta amb arriba la marinada alta. El creixement anava lligat al comerç transregional passant doncs d'un moll d'avituallament a un port de comerç important als circuits comercials per la seva posició entre Khawr Ruri al Zufar, i Aden. Des de Khawr Ruri l'encens sortia via marítima cap a Cane on també arribava per via terrestre el d'Hadramaut i del Wusr. La Geografia de Claudi Ptolemeu (VI.7.10), del segle ii, el qualifica d'empori.

Les inscripcions sudaràbigues assenyalen un conflicte entre el rei himiarita Shar Awtar i el regne d'Hadramaut. Alguns texts esmenten la conquesta de Qani ("van arrancar l'or i el botí de la vila de Shabwat i de Qani, i van ocupar i incendiar els vaixells -sfnm- ancorats al port -hyqn- de Qani, dipòsit del rei d'Hadramaut"; en un altre s'esmenta que "el botí fou de 47 bots -sdqm- i faluques -flkm-"). Al segle iii el gran nombre de monedes himiarites suposaria que efectivament Qani va passar al control del rei d'Himyar després d'haver estat sota domini de l'Hadramaut. Al segle iv l'activitat comercial es va alentir; quasi totes les àmfores importades trobades són anteriors a aquest període. Una inscripció sudaràbiga datada al regnat de Dhamar Ali rei de Sabà i de Dhu-Raydan, esmenta que els membres de llinatge de Yazan havien adquirit al port de Qani cinc vaixells amb la seva càrrega.
- el període alt (a partir del segle V) el nucli urbà del lloc es concentra a la part occidental en una zona de menys de dues hectàrees. Una inscripció datada el 530 esmenta la restauració per membres de llinatge yazànida, de les instal·lacions al cim volcànic, després del conflicte que oposava al rei himiarita Yusuf Asar Yathari amb els axumites ("al mont Mawiyat s'havien restaurat les muralles, la porta, les cisternes i les vies d'accés quan s'hi van fer forts després de tornar d'Abíssinia i que aquestos van enviar el seu cos expedicionari al país d'Himyar, quan havien matat al rei d'Himyar i als grans senyors, himiarites i rahbatites. En aquest temps es manté la presència d'àmfores de la Mediterrània oriental però apareixen ceràmiques axumites, el que indicaria la presència d'una comunitat axumita al lloc. Una inscripció esmenta un governador de Qani.

El lloc fou abandonat al segle vii amb els canvis polítics i religiosos i el probable declinar de l'activitat comercial amb els antics socis. El lloc però va restar habitat encara uns segles i hi ha indicis d'enterraments a algunes cases i altres haurien servit d'alberg per pelegrins cap a la Meca.